# 中国人民解放军陆军纪律检查委员会
中国共产党中国人民解放军陆军纪律检查委员会，与中国人民解放军陆军监察委员会合署办公，简称陆军纪委监委，是中国人民解放军陆军机关职能部门，负责中国人民解放军陆军纪检监察工作。

## 沿革
2015年12月，在深化国防和军队改革中，组建中国人民解放军陆军领导机构。中国人民解放军陆军设中国人民解放军陆军纪律检查委员会。首任书记为吴刚。
2018年3月，第十三届全国人民代表大会第一次会议通过《中华人民共和国监察法》，正式设立各级国家监察机关。《监察法》第六十八条规定：“中国人民解放军和中国人民武装警察部队开展监察工作，由中央军事委员会根据本法制定具体规定。”改革后，解放军陆军机关设中国人民解放军陆军纪律检查委员会（中国人民解放军陆军监察委员会），陆军纪委监委合署办公。”

## 机构设置
- 纪律检查局[5]

……

## 历任领导
| 中国人民解放军陆军纪律检查委员会书记 - 吴刚中将（2016年—2018年3月） | 中国人民解放军陆军纪律检查委员会副书记 |

| 中国人民解放军陆军纪律检查委员会书记（监察委员会主任） - 吴刚中将（2018年3月—2018年） - 余永洪少将（2019年—） | 中国人民解放军陆军纪律检查委员会副书记（监察委员会副主任） |